# NGC 3281A
NGC 3281A је спирална галаксија у сазвежђу Шмрк (Пумпа) која се налази на NGC листи објеката дубоког неба.
Деклинација објекта је - 35° 11' 55" а ректасцензија 10h 31m 58,3s. Привидна величина (магнитуда) објекта NGC 3281 износи 13,4 а фотографска магнитуда 14,4. NGC 3281A је још познат и под ознакама ESO 375-59, MCG -6-23-49, PGC 31103.